# Shrek the Third: The Motion Picture Soundtrack
Shrek the Third: The Motion Picture Soundtrack è la raccolta dei brani presenti nel film Shrek terzo, pubblicata il 15 maggio 2007 dalla Geffen Records. Nell'album sono presenti numerosi artisti, fra cui Paul McCartney & Wings, Led Zeppelin, Eels, Ramones, Fergie e Wolfmother. Anche Eddie Murphy e Antonio Banderas, doppiatori di Ciuchino e Gatto con gli stivali, interpretano un brano.

## Tracce
1. Royal Pain (Eels) - 2:28
2. Do You Remember Rock 'n' Roll Radio? (Ramones) - 3:50
3. Immigrant Song (Led Zeppelin) - 2:25
4. Barracuda (Fergie) - 4:39
5. Live and Let Die (Wings) - 3:13
6. Best Days (Matt White) - 3:01
7. Joker & the Thief (Wolfmother) - 4:41
8. Other Ways (Trevor Hall) - 3:25
9. Cat's in the Cradle (Harry Chapin) - 3:46
10. Colonel Hathi's March (Leonard Nimoy) - 1:14
11. Losing Streak (Eels) - 2:50
12. What I Gotta Do (Macy Gray) - 3:09
13. Thank You (Falletin Me Be Mice Elf Again) (Eddie Murphy, Antonio Banderas) - 4:39
14. Final Showdown (Maya Rudolph, Rupert Everett) - 1:55
15. Charming's Plan (James Horner) - 2:49
16. Touched by Love (Eran James) (Australian Bonus Track) - 3:55